# آنسگار
آنسگار (۷ سپتامبر ۸۰۱–۳ فوریه ۸۶۵) که همچنین با نام‌های آنسکار، آنسگار مقدس یا اُسکار نیز شناخته می‌شود، اسقف بزرگ هامبورگ-برمن در بخش شمالی فرانک خاوری بود. آنسگار به دلیل سفرهایش به عنوان «رسول شمال» شناخته می‌شود و اسقف‌نشین هامبورگ مأموریت تبلیغی برای آوردن مسیحیت به اروپای شمالی را دریافت کرد.